# Zwynarci
Zwynarci (bułg. Звънарци) – wieś w Bułgarii, w obwodzie Razgrad, w gminie Kubrat. W 2023 roku liczyła 433 mieszkańców.